# Ola Ahmed
Pour les articles homonymes, voir Ahmed.
Ola Ahmed, née le 25 avril 1980, est une rameuse égyptienne. 

## Carrière
Aux Jeux africains de 2007, Ola Ahmed est médaillée de bronze en skiff poids légers.